# نيلز إريك أندرسن
نيلز إريك أندرسن (بالدنماركية: Niels Erik Andersen)‏ (25 سبتمبر 1945 في الدنمارك - ) هو لاعب كرة قدم دانمركي في مركز الوسط. شارك مع منتخب الدنمارك تحت 21 سنة لكرة القدم ومنتخب الدنمارك لكرة القدم. أما مع النوادي، فقد لعب مع نادي فايله وIK Skovbakken ‏.

## وصلات خارجية
- نيلز إريك أندرسن على موقع قاعدة بيانات كرة القدم.إي يو (الإنجليزية)
- نيلز إريك أندرسن على موقع ناشيونال فوتبول تيمز (الإنجليزية)